# Soelos

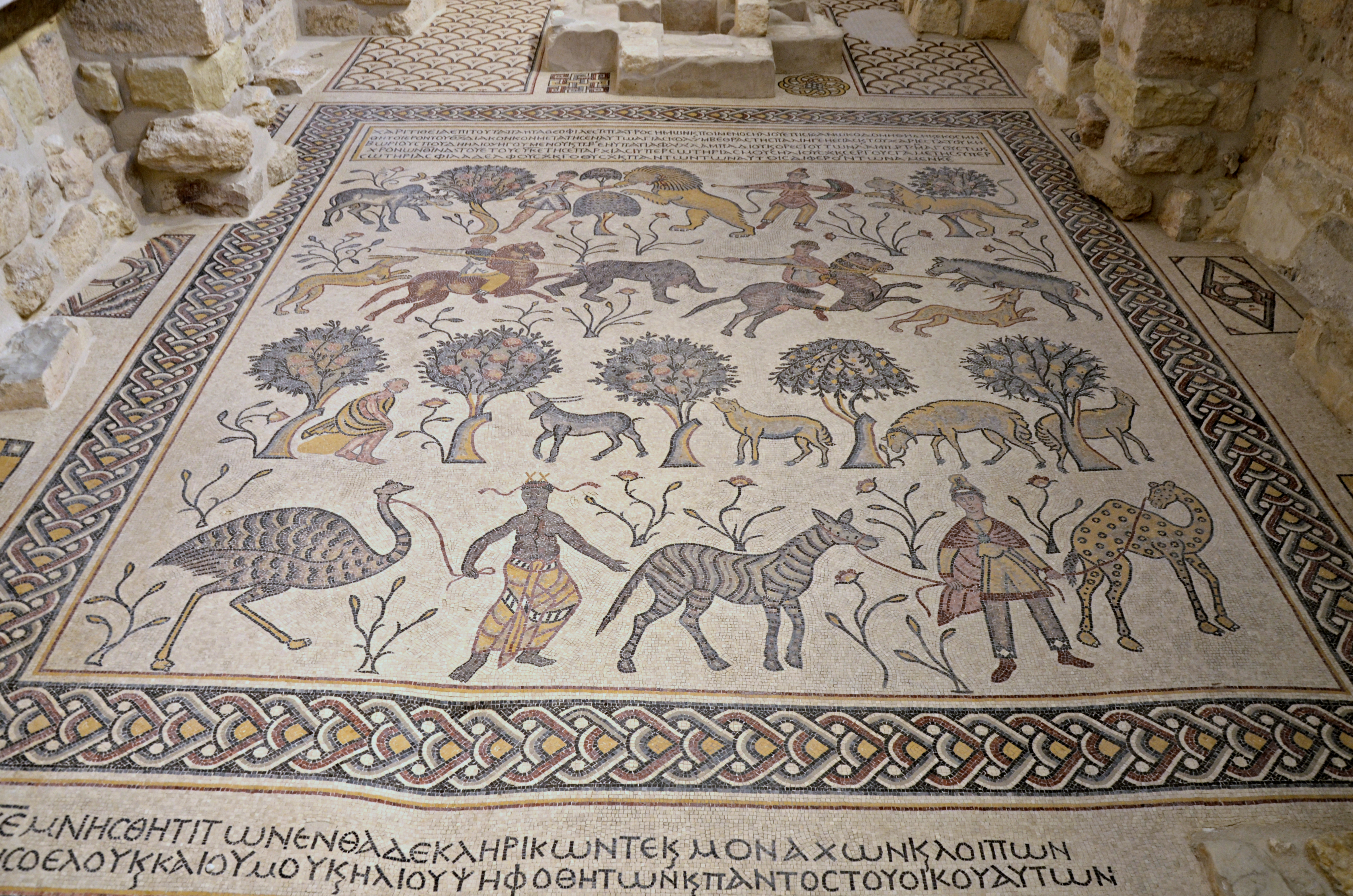
Mosaik im Baptisterium der Moseskirche auf dem Berg Nebo, die Inschrift mit Nennung der Mosaizisten am unteren Rand

Soelos war ein spätantiker Mosaizist, der im 6. Jahrhundert in Arabia tätig war.
Soelos signierte gemeinsam mit Kaioumas und Elias ein Mosaik im Baptisterium der Kirche des Moses auf dem Gipfel des Berg Nebo (Rās es-Siyāġa) im heutigen Jordanien. Das ca. 5 × 5,5 m große Mosaik besteht aus vier Bildstreifen mit Tierszenen. Die Inschrift am unteren Rand nennt die Mosaizisten: „Gott erinnere Dich an die Soelos, Kaioumas und Elias und ihre ganze Familie“. Die Inschrift am oberen Rand nennt die Stifter, den Hegumenos Elias und den Bischof Elias von Madaba, und das Datum August 531.